# クレール・ルカ
クレール・ルカ（フランス語: Claire Lecat、1965年7月6日- ）は、フランスのブローニュ＝シュル＝メール出身の柔道選手。階級は66kg級。身長174cm。段位は5段。

## 人物
1988年のフランス国際66kg級で優勝した。1989年のヨーロッパ選手権で3位になると、世界選手権では銅メダルを獲得した。1990年のフランス国際で2度目の優勝を飾ると、ヨーロッパ選手権では3位になった。1992年のバルセロナオリンピックでは5位に終わりメダルを獲得できなかった。

## 主な戦績
- 1988年 - フランス国際　優勝
- 1988年 - ソ連女子国際　優勝
- 1989年 - フランス国際　3位
- 1989年 - ヨーロッパ選手権　3位
- 1989年 - 世界選手権　3位
- 1990年 - フランス国際　優勝
- 1990年 - ヨーロッパ選手権　3位
- 1991年 - フランス国際　2位
- 1991年 - オランダ国際　優勝
- 1992年 - バルセロナオリンピック　5位